# Индаучу
«Индаучу» (баск. SD Indautxu, исп. SD Indauchu) — баскский футбольный клуб из города Бильбао, в провинции Бискайя. Клуб основан в 1924 году, гостей принимает на арене «Ипарральде», вмещающей 1 000 зрителей. В Примере команда никогда не выступала. В Сегунде клуб в период с 1955 по 1969 годы провёл в общей сложности 13 сезонов, лучшим результатом является 3-е места в сезонах 1956/57 и 1958/59. Кроме футбола в спортивном клубе «Индаучу» культивируются бокс и плавание.

## Сезоны по дивизионам
- Сегунда - 13 сезонов
- Терсера - 18 сезонов
- Региональные лиги - 41 сезон

## Достижения
- Сегунда
  - Третье место (2): 1956/57, 1958/59
- Терсера
  - Победитель: 1967/68